# Copa do Mundo FIFA Sub-20 de 2019
A Copa do Mundo Sub-20 de 2019 foi a vigésima segunda edição deste evento esportivo, um torneio internacional de futebol masculino organizado pela Federação Internacional de Futebol (FIFA) para jogadores com até 20 anos de idade. O torneio foi realizado na Polônia entre 23 de maio a 15 de junho com a participação de 24 seleções.
Em uma final inédita como na edição anterior, a Ucrânia conquistou o seu primeiro título na categoria ao vencer a Coreia do Sul por 3–1 na final.

## Qualificação
| Confederação                                  | Torneio qualificatório                  | Classificado(s)                          |
| --------------------------------------------- | --------------------------------------- | ---------------------------------------- |
| AFC (Ásia)                                    | Campeonato Asiático Sub-19 de 2018      | Arábia Saudita Coreia do Sul Japão Catar |
| CAF (África)                                  | Campeonato Africano Sub-20 de 2019      | Mali Senegal África do Sul Nigéria       |
| CONCACAF (América do Norte, Central e Caribe) | Campeonato da CONCACAF Sub-20 de 2018   | Estados Unidos México Panamá Honduras    |
| CONMEBOL (América do Sul)                     | Campeonato Sul-Americano Sub-20 de 2019 | Equador Argentina Uruguai Colômbia       |
| OFC (Oceania)                                 | Campeonato Sub-20 da OFC de 2018        | Nova Zelândia Taiti                      |
| UEFA (Europa)                                 | Campeonato Europeu Sub-19 de 2018       | Portugal Itália França Ucrânia Noruega   |
| Anfitrião                                     | Anfitrião                               | Polónia                                  |

## Sedes
As seguintes cidades foram designadas a receber os jogos do torneio.
| Bielsko-Biała                                                                               | Bydgoszcz          | Gdynia             |
| ------------------------------------------------------------------------------------------- | ------------------ | ------------------ |
| Estádio Bielsko-Biala                                                                       | Estádio Bydgoszcz  | Estádio Gdynia     |
| Capacidade: 15 076                                                                          | Capacidade: 20 247 | Capacidade: 15 139 |
|                                                                                             |                    |                    |
| Bielsko-Biała Bydgoszcz Gdynia Łódź Lublin TychyCopa do Mundo FIFA Sub-20 de 2019 (Polônia) |                    |                    |
| Łódź                                                                                        | Lublin             | Tychy              |
| Estádio Lodz                                                                                | Estádio Lublin     | Estádio Tychy      |
| Capacidade: 18 008                                                                          | Capacidade: 15 500 | Capacidade: 15 300 |
|                                                                                             |                    |                    |

## Arbitragem
Esta é a lista de árbitros e assistentes que atuaram no torneio:
| Confederação | Árbitros                     | Assistentes                                          | Árbitros de vídeo | Árbitros reservas             |
| ------------ | ---------------------------- | ---------------------------------------------------- | --- | ----------------------------- |
| AFC          | OMA Ahmed Al-Kaf             | OMA Abu Bakar Al-Amri OMA Rashid Al-Ghaithi          | UAE Ammar Al-Jeneibi QAT Khamis Al-Marri CHN Fu Ming | UZB Ilgiz Tantashev           |
| AFC          | SIN Muhammad Taqi Bin Jahari | SIN Min Kiat Koh SIN Abdul Hannan Bin Abdul Hasim    | UAE Ammar Al-Jeneibi QAT Khamis Al-Marri CHN Fu Ming | UZB Ilgiz Tantashev           |
| AFC          | JOR Adham Makhadmeh          | JOR Ahmad Al-Roalle JOR Mohammad Al-Kalaf            | UAE Ammar Al-Jeneibi QAT Khamis Al-Marri CHN Fu Ming | UZB Ilgiz Tantashev           |
| CAF          | ALG Mustapha Ghorbal         | EGY Mahmoud Ahmed Kamel Ahmed ALG Mokrane Gourari    | GAM Bakary Gassama EGY Gehad Grisha ETH Bamlak Tessema Weyesa                                                                                               | BDI Pacifique Ndabihawenimana |
| CAF          | SEN Maguette N'Diaye         | CMR Elvis Noupue BFA Seydou Tiama                    | GAM Bakary Gassama EGY Gehad Grisha ETH Bamlak Tessema Weyesa                                                                                               | BDI Pacifique Ndabihawenimana |
| CAF          | COD Ndala Ngambo             | COD Olivier Safari COM Souleimane Amaldine           | GAM Bakary Gassama EGY Gehad Grisha ETH Bamlak Tessema Weyesa                                                                                               | BDI Pacifique Ndabihawenimana |
| CONCACAF     | USA Ismail Elfath            | USA Kyle Atkins USA Corey Parker                     | MEX Adonai Escobedo IRL Alan Kelly | SLV Ivan Barton               |
| CONCACAF     | MEX Fernando Guerrero        | MEX Pablo Hernández MEX José Martínez                | MEX Adonai Escobedo IRL Alan Kelly | SLV Ivan Barton               |
| CONCACAF     | HON Héctor Martínez          | HON Walter López DOM Helpys Feliz                    | MEX Adonai Escobedo IRL Alan Kelly | SLV Ivan Barton               |
| CONMEBOL     | BRA Raphael Claus            | BRA Danilo Manis BRA Bruno Pires                     | CHI Julio Bascuñán COL Andrés Rojas BRA Wilton Sampaio VEN Jesús Valenzuela BOL Gery Vargas                                                                 | PER Joel Alarcón              |
| CONMEBOL     | URU Leodán González          | URU Richard Trinidad URU Martín Soppi                | CHI Julio Bascuñán COL Andrés Rojas BRA Wilton Sampaio VEN Jesús Valenzuela BOL Gery Vargas                                                                 | PER Joel Alarcón              |
| CONMEBOL     | VEN Alexis Herrera           | VEN Jorge Urrego VEN Tulio Moreno                    | CHI Julio Bascuñán COL Andrés Rojas BRA Wilton Sampaio VEN Jesús Valenzuela BOL Gery Vargas                                                                 | PER Joel Alarcón              |
| CONMEBOL     | ARG Fernando Rapallini       | ARG Diego Bonfa ARG Gabriel Chade                    | CHI Julio Bascuñán COL Andrés Rojas BRA Wilton Sampaio VEN Jesús Valenzuela BOL Gery Vargas                                                                 | PER Joel Alarcón              |
| OFC          | TAH Abdelkader Zitouni       | TGA Folio Moeaki SOL Bernard Mutukera                | | PNG David Yareboinen          |
| UEFA         | FRA Benoît Bastien           | FRA Hicham Zakrani FRA Frédéric Haquette             | POR Artur Soares Dias ITA Marco Guida ESP Alejandro Hernández Hernández ESP Juan Martínez Munuera FRA Benoît Millot POL Paweł Raczkowski NED Pol van Boekel | SUI Sandro Schärer            |
| UEFA         | ESP Jesús Gil Manzano        | ESP Ángel Nevado Rodríguez ESP Diego Barbero Sevilla | POR Artur Soares Dias ITA Marco Guida ESP Alejandro Hernández Hernández ESP Juan Martínez Munuera FRA Benoît Millot POL Paweł Raczkowski NED Pol van Boekel | SUI Sandro Schärer            |
| UEFA         | SVK Ivan Kružliak            | SVK Tomaš Somoláni SVK Branislav Hancko              | POR Artur Soares Dias ITA Marco Guida ESP Alejandro Hernández Hernández ESP Juan Martínez Munuera FRA Benoît Millot POL Paweł Raczkowski NED Pol van Boekel | SUI Sandro Schärer            |
| UEFA         | ITA Davide Massa             | ITA Filippo Meli ITA Fabiano Preti                   | POR Artur Soares Dias ITA Marco Guida ESP Alejandro Hernández Hernández ESP Juan Martínez Munuera FRA Benoît Millot POL Paweł Raczkowski NED Pol van Boekel | SUI Sandro Schärer            |
| UEFA         | ENG Michael Oliver           | ENG Simon Bennett ENG Stuart Burt                    | POR Artur Soares Dias ITA Marco Guida ESP Alejandro Hernández Hernández ESP Juan Martínez Munuera FRA Benoît Millot POL Paweł Raczkowski NED Pol van Boekel | SUI Sandro Schärer            |
| UEFA         | GER Daniel Siebert           | GER Jan Seidel GER Rafael Foltyn                     | POR Artur Soares Dias ITA Marco Guida ESP Alejandro Hernández Hernández ESP Juan Martínez Munuera FRA Benoît Millot POL Paweł Raczkowski NED Pol van Boekel | SUI Sandro Schärer            |
| UEFA         | SVN Slavko Vinčić            | SVN Tomaž Klančnik SVN Andraž Kovačič                | POR Artur Soares Dias ITA Marco Guida ESP Alejandro Hernández Hernández ESP Juan Martínez Munuera FRA Benoît Millot POL Paweł Raczkowski NED Pol van Boekel | SUI Sandro Schärer            |

## Sorteio
O sorteio foi realizado em 24 de fevereiro de 2019, na Gdynia Sports Arena em Gdynia, Polônia.
As 24 seleções classificadas foram divididas em quatro potes, da seguinte maneira:
| Pote 1                                                          | Pote 2                                                   | Pote 3                                                    | Pote 4                                         |
| --------------------------------------------------------------- | -------------------------------------------------------- | --------------------------------------------------------- | ---------------------------------------------- |
| Polónia (Grupo A) Portugal Uruguai França Estados Unidos México | Mali Nigéria Nova Zelândia Colômbia Coreia do Sul Itália | Arábia Saudita Senegal Argentina Equador Ucrânia Honduras | Japão África do Sul Panamá Noruega Catar Taiti |

## Fase de grupos
O calendário de jogos foi revelado em 14 de dezembro de 2018, no mesmo dia do emblema oficial.
|  | Equipes classificadas às oitavas de final               |
|  | Equipes classificadas como melhores terceiros colocados |
|  | Equipes eliminadas                                      |

Todas as partidas seguiram o fuso horário local (UTC+2).

### Grupo A
| Pos. | Seleção  | P | J | V | E | D | GP | GC | SG  |
| ---- | -------- | - | - | - | - | - | -- | -- | --- |
| 1    | Senegal  | 7 | 3 | 2 | 1 | 0 | 5  | 0  | +5  |
| 2    | Colômbia | 6 | 3 | 2 | 0 | 1 | 8  | 2  | +6  |
| 3    | Polónia  | 4 | 3 | 1 | 1 | 1 | 5  | 2  | +3  |
| 4    | Taiti    | 0 | 3 | 0 | 0 | 3 | 0  | 14 | –14 |

| 23 de maio | Taiti | 0 – 3     | Senegal            | Estádio Lublin, Lublin                               |
| 18:00      |       | Relatório | Sagna 1', 29', 50' | Público: 4 661 Árbitro: SIN Muhammad Taqi Bin Jahari |

| 23 de maio | Polónia | 0 – 2     | Colômbia                    | Estádio Lodz, Łódź                            |
| 20:30      |         | Relatório | Angulo 23' · Sandoval 90+3' | Público: 17 463 Árbitro: ALG Mustapha Ghorbal |

| 26 de maio | Senegal                          | 2 – 0     | Colômbia | Estádio Lublin, Lublin                      |
| 18:00      | Niane 34' (pen) · Lopy 85' (pen) | Relatório |          | Público: 10 450 Árbitro: ENG Michael Oliver |

| 26 de maio | Polónia                                                        | 5 – 0     | Taiti | Estádio Lodz, Łódź                        |
| 20:30      | Bednarczyk 18' · Zylla 37' · Steczyk 39', 61' · Benedyczak 74' | Relatório |       | Público: 15 894 Árbitro: OMA Ahmed Al-Kaf |

| 29 de maio | Senegal | 0 – 0     | Polónia | Estádio Lodz, Łódź                         |
| 20:30      |         | Relatório |         | Público: 15 829 Árbitro: BRA Raphael Claus |

| 29 de maio | Colômbia                                                   | 6 – 0     | Taiti | Estádio Lublin, Lublin                     |
| 20:30      | Sinisterra 8', 37' · Hernández 38', 42', 70' · Caicedo 87' | Relatório |       | Público: 4 693 Árbitro: GER Daniel Siebert |

### Grupo B
| Pos. | Seleção | P | J | V | E | D | GP | GC | SG |
| ---- | ------- | - | - | - | - | - | -- | -- | -- |
| 1    | Itália  | 7 | 3 | 2 | 1 | 0 | 3  | 1  | +2 |
| 2    | Japão   | 5 | 3 | 1 | 2 | 0 | 4  | 1  | +3 |
| 3    | Equador | 4 | 3 | 1 | 1 | 1 | 2  | 2  | 0  |
| 4    | México  | 0 | 3 | 0 | 0 | 3 | 1  | 6  | –5 |

| 23 de maio | México         | 1 – 2     | Itália                    | Estádio Gdynia, Gdynia                    |
| 18:00      | De la Rosa 37' | Relatório | Frattesi 3' · Ranieri 67' | Público: 7 893 Árbitro: BRA Raphael Claus |

| 23 de maio | Japão      | 1 – 1     | Equador           | Estádio Bydgoszcz, Bydgoszcz              |
| 20:30      | Yamada 68' | Relatório | Tagawa 45' (g.c.) | Público: 3 018 Árbitro: SVN Slavko Vinčić |

| 26 de maio | México | 0 – 3     | Japão                           | Estádio Gdynia, Gdynia                     |
| 15:30      |        | Relatório | Miyashiro 21', 77' · Tagawa 52' | Público: 4 930 Árbitro: GER Daniel Siebert |

| 26 de maio | Equador | 0 – 1     | Itália        | Estádio Bydgoszcz, Bydgoszcz                |
| 18:00      |         | Relatório | Pinamonti 15' | Público: 6 717 Árbitro: JOR Adham Makhadmeh |

| 29 de maio | Equador   | 1 – 0     | México | Estádio Gdynia, Gdynia                    |
| 18:00      | Plata 12' | Relatório |        | Público: 4 208 Árbitro: SVK Ivan Kružliak |

| 29 de maio | Itália | 0 – 0     | Japão | Estádio Bydgoszcz, Bydgoszcz                 |
| 18:00      |        | Relatório |       | Público: 6 702 Árbitro: ALG Mustapha Ghorbal |

### Grupo C
| Pos. | Seleção       | P | J | V | E | D | GP | GC | SG  |
| ---- | ------------- | - | - | - | - | - | -- | -- | --- |
| 1    | Uruguai       | 9 | 3 | 3 | 0 | 0 | 7  | 1  | +6  |
| 2    | Nova Zelândia | 6 | 3 | 2 | 0 | 1 | 7  | 2  | +5  |
| 3    | Noruega       | 3 | 3 | 1 | 0 | 2 | 13 | 5  | +8  |
| 4    | Honduras      | 0 | 3 | 0 | 0 | 3 | 0  | 19 | –19 |

| 24 de maio | Honduras | 0 – 5     | Nova Zelândia                                               | Estádio Lublin, Lublin                     |
| 18:00      |          | Relatório | Diego 8' (g.c.) · Waine 17', 27' · Singh 51' · Conroy 90+1' | Público: 4 484 Árbitro: VEN Alexis Herrera |

| 24 de maio | Uruguai                                 | 3 – 1     | Noruega          | Estádio Lodz, Łódź                        |
| 20:30      | Núñez 21' · Ginella 29' · Rodríguez 87' | Relatório | Borchgrevink 47' | Público: 4 626 Árbitro: USA Ismail Elfath |

| 27 de maio | Honduras | 0 – 2     | Uruguai                           | Estádio Lublin, Lublin                        |
| 18:00      |          | Relatório | Acevedo 41' · Schiappacasse 90+1' | Público: 6 173 Árbitro: ESP Jesús Gil Manzano |

| 27 de maio | Noruega | 0 – 2     | Nova Zelândia                       | Estádio Lodz, Łódź                       |
| 20:30      |         | Relatório | Stensness 71' · Kitolano 83' (g.c.) | Público: 2 165 Árbitro: COD Ndala Ngambo |

| 30 de maio | Noruega                                                                                            | 12 – 0    | Honduras | Estádio Lublin, Lublin                               |
| 18:00      | Haaland 7', 20', 36' (pen), 43', 50', 67', 77', 88', 90' · Østigård 30' · Hauge 46' · Markovic 82' | Relatório |          | Público: 5 646 Árbitro: SIN Muhammad Taqi Bin Jahari |

| 30 de maio | Nova Zelândia | 0 – 2     | Uruguai                        | Estádio Lodz, Łódź                          |
| 18:00      |               | Relatório | Núñez 40' · B. Rodríguez 90+5' | Público: 4 385 Árbitro: JOR Adham Makhadmeh |

### Grupo D
| Pos. | Seleção        | P | J | V | E | D | GP | GC | SG |
| ---- | -------------- | - | - | - | - | - | -- | -- | -- |
| 1    | Ucrânia        | 7 | 3 | 2 | 1 | 0 | 4  | 2  | +2 |
| 2    | Estados Unidos | 6 | 3 | 2 | 0 | 1 | 4  | 2  | +2 |
| 3    | Nigéria        | 4 | 3 | 1 | 1 | 1 | 5  | 3  | +2 |
| 4    | Catar          | 0 | 3 | 0 | 0 | 3 | 0  | 6  | –6 |

| 24 de maio | Catar | 0 – 4     | Nigéria                                                    | Estádio Tychy, Tychy                          |
| 18:00      |       | Relatório | Effiom 12' · Offia 24' · Dele-Bashiru 68' · Salawudeen 74' | Público: 3 010 Árbitro: MEX Fernando Guerrero |

| 24 de maio | Ucrânia                 | 2 – 1     | Estados Unidos | Estádio Bielsko-Biala, Bielsko-Biała         |
| 20:30      | Buletsa 26' · Popov 51' | Relatório | Servania 32'   | Público: 4 310 Árbitro: SEN Maguette N'Diaye |

| 27 de maio | Catar | 0 – 1     | Ucrânia   | Estádio Tychy, Tychy                        |
| 18:00      |       | Relatório | Popov 59' | Público: 3 513 Árbitro: HON Héctor Martínez |

| 27 de maio | Estados Unidos | 2 – 0     | Nigéria | Estádio Bielsko-Biala, Bielsko-Biała       |
| 20:30      | Soto 18', 46'  | Relatório |         | Público: 3 427 Árbitro: FRA Benoît Bastien |

| 30 de maio | Estados Unidos | 1 – 0     | Catar | Estádio Tychy, Tychy                           |
| 20:30      | Weah 76'       | Relatório |       | Público: 3 651 Árbitro: TAH Abdelkader Zitouni |

| 30 de maio | Nigéria          | 1 – 1     | Ucrânia   | Estádio Bielsko-Biala, Bielsko-Biała           |
| 20:30      | Tijani 51' (pen) | Relatório | Sikan 30' | Público: 3 143 Árbitro: ARG Fernando Rapallini |

### Grupo E
| Pos. | Seleção        | P | J | V | E | D | GP | GC | SG |
| ---- | -------------- | - | - | - | - | - | -- | -- | -- |
| 1    | França         | 9 | 3 | 3 | 0 | 0 | 7  | 2  | +5 |
| 2    | Mali           | 4 | 3 | 1 | 1 | 1 | 7  | 7  | 0  |
| 3    | Panamá         | 4 | 3 | 1 | 1 | 1 | 3  | 4  | –1 |
| 4    | Arábia Saudita | 0 | 3 | 0 | 0 | 3 | 4  | 8  | –4 |

| 25 de maio | Panamá            | 1 – 1     | Mali      | Estádio Bydgoszcz, Bydgoszcz             |
| 18:00      | Valanta 87' (pen) | Relatório | Konté 39' | Público: 2 876 Árbitro: ITA Davide Massa |

| 25 de maio | França                  | 2 – 0     | Arábia Saudita | Estádio Gdynia, Gdynia                         |
| 18:00      | Fofana 43' · Gouiri 75' | Relatório |                | Público: 6 100 Árbitro: ARG Fernando Rapallini |

| 28 de maio | Panamá | 0 – 2     | França                     | Estádio Bydgoszcz, Bydgoszcz                |
| 18:00      |        | Relatório | Zagadou 44' · Cuisance 52' | Público: 5 656 Árbitro: URU Leodán González |

| 28 de maio | Arábia Saudita                                       | 3 – 4     | Mali                                                 | Estádio Gdynia, Gdynia                    |
| 20:30      | Al-Buraikan 9' · Tombakti 20' (pen) · Al-Ghannam 63' | Relatório | S. Koïta 36' · Koné 54' · B. Traoré 70' · Camara 90' | Público: 1 707 Árbitro: SVN Slavko Vinčić |

| 31 de maio | Arábia Saudita  | 1 – 2     | Panamá                    | Estádio Bydgoszcz, Bydgoszcz             |
| 18:00      | Al-Buraikan 53' | Relatório | McKenzie 7' · Valanta 78' | Público: 3 305 Árbitro: COD Ndala Ngambo |

| 31 de maio | Mali                         | 2 – 3     | França                                      | Estádio Gdynia, Gdynia                      |
| 18:00      | S. Koïta 14' · Diakite 90+5' | Relatório | Cuisance 12' · Diaby 65' (pen) · Gouiri 87' | Público: 5 445 Árbitro: HON Héctor Martínez |

### Grupo F
| Pos. | Seleção       | P | J | V | E | D | GP | GC | SG |
| ---- | ------------- | - | - | - | - | - | -- | -- | -- |
| 1    | Argentina     | 6 | 3 | 2 | 0 | 1 | 8  | 4  | +4 |
| 2    | Coreia do Sul | 6 | 3 | 2 | 0 | 1 | 3  | 2  | +1 |
| 3    | Portugal      | 4 | 3 | 1 | 1 | 1 | 2  | 3  | –1 |
| 4    | África do Sul | 1 | 3 | 0 | 1 | 2 | 3  | 7  | –4 |

| 25 de maio | Portugal   | 1 – 0     | Coreia do Sul | Estádio Bielsko-Biala, Bielsko-Biała           |
| 15:30      | Trincão 7' | Relatório |               | Público: 6 344 Árbitro: TAH Abdelkader Zitouni |

| 25 de maio | Argentina                                                  | 5 – 2     | África do Sul                   | Estádio Tychy, Tychy                      |
| 20:30      | Vera 4' · Barco 63' (pen), 71' · Álvarez 78' · Gaich 90+2' | Relatório | Phillips 23' · Foster 85' (pen) | Público: 8 351 Árbitro: SVK Ivan Kružliak |

| 28 de maio | Portugal | 0 – 2     | Argentina             | Estádio Bielsko-Biala, Bielsko-Biała       |
| 18:00      |          | Relatório | Gaich 33' · Pérez 84' | Público: 11 874 Árbitro: USA Ismail Elfath |

| 28 de maio | África do Sul | 0 – 1     | Coreia do Sul    | Estádio Tychy, Tychy                          |
| 20:30      |               | Relatório | Kim Hyun-woo 69' | Público: 2 698 Árbitro: MEX Fernando Guerrero |

| 31 de maio | África do Sul     | 1 – 1     | Portugal        | Estádio Bielsko-Biala, Bielsko-Biała       |
| 20:30      | Monyane 53' (pen) | Relatório | Rafael Leão 19' | Público: 7 429 Árbitro: VEN Alexis Herrera |

| 31 de maio | Coreia do Sul                      | 2 – 1     | Argentina    | Estádio Tychy, Tychy                        |
| 20:30      | Oh Se-hun 42' · Cho Young-wook 57' | Relatório | Ferreira 88' | Público: 10 129 Árbitro: FRA Benoît Bastien |

### Melhores terceiros classificados
As melhores quatro seleções terceiro colocadas nos grupos também avançaram para as oitavas de final.
| Pos. | Seleção  | P | J | V | E | D | GP | GC | SG | Grupo |
| ---- | -------- | - | - | - | - | - | -- | -- | -- | ----- |
| 1    | Polónia  | 4 | 3 | 1 | 1 | 1 | 5  | 2  | +3 | A     |
| 2    | Nigéria  | 4 | 3 | 1 | 1 | 1 | 5  | 3  | +2 | D     |
| 3    | Equador  | 4 | 3 | 1 | 1 | 1 | 2  | 2  | 0  | B     |
| 4    | Panamá   | 4 | 3 | 1 | 1 | 1 | 3  | 4  | –1 | E     |
| 5    | Portugal | 4 | 3 | 1 | 1 | 1 | 2  | 3  | –1 | F     |
| 6    | Noruega  | 3 | 3 | 1 | 0 | 2 | 13 | 5  | +8 | C     |

## Fase final

### Esquema
|  | Oitavas de final           | Oitavas de final           |                            |       | Quartas de final | Quartas de final |                      |                      | Semifinais | Semifinais |  |  | Final | Final |
|  |                            |                            |                            |       |                  |                  |                      |                      |            |            |  |  |       |       |
|  | 2 de junho – Łódź          |                            |                            |       |                  |                  |                      |                      |            |            |  |  |       |       |
|  |                            |                            |                            |       |                  |                  |                      |                      |            |            |  |  |       |       |
|  | Colômbia (pen)             | 1 (5)                      |                            |       |                  |                  |                      |                      |            |            |  |  |       |       |
|  | Colômbia (pen)             | 1 (5)                      | 7 de junho – Łódź          |       |                  |                  |                      |                      |            |            |  |  |       |       |
|  | Nova Zelândia              | 1 (4)                      |                            |       |                  |                  |                      |                      |            |            |  |  |       |       |
|  | Nova Zelândia              | 1 (4)                      | Colômbia                   | 0     |                  |                  |                      |                      |            |            |  |  |       |       |
|  | 3 de junho – Tychy         |                            | Colômbia                   | 0     |                  |                  |                      |                      |            |            |  |  |       |       |
|  |                            | Ucrânia                    | 1                          |       |                  |                  |                      |                      |            |            |  |  |       |       |
|  | Ucrânia                    | Ucrânia                    | 1                          | 4     |                  |                  |                      |                      |            |            |  |  |       |       |
|  | Ucrânia                    |                            | 11 de junho – Lublin       | 4     |                  |                  |                      |                      |            |            |  |  |       |       |
|  | Panamá                     | 1                          |                            |       |                  |                  |                      |                      |            |            |  |  |       |       |
|  | Panamá                     | 1                          | Ucrânia                    | 1     |                  |                  |                      |                      |            |            |  |  |       |       |
|  | 2 de junho – Gdynia        |                            | Ucrânia                    | 1     |                  |                  |                      |                      |            |            |  |  |       |       |
|  |                            | Itália                     | 0                          |       |                  |                  |                      |                      |            |            |  |  |       |       |
|  | Itália                     | Itália                     | 0                          | 1     |                  |                  |                      |                      |            |            |  |  |       |       |
|  | Itália                     | 7 de junho – Tychy         |                            | 1     |                  |                  |                      |                      |            |            |  |  |       |       |
|  | Polónia                    | 0                          |                            |       |                  |                  |                      |                      |            |            |  |  |       |       |
|  | Polónia                    | 0                          | Itália                     | 4     |                  |                  |                      |                      |            |            |  |  |       |       |
|  | 4 de junho – Bielsko-Biała |                            | Itália                     | 4     |                  |                  |                      |                      |            |            |  |  |       |       |
|  |                            | Mali                       | 2                          |       |                  |                  |                      |                      |            |            |  |  |       |       |
|  | Argentina                  | Mali                       | 2                          | 2 (4) |                  |                  |                      |                      |            |            |  |  |       |       |
|  | Argentina                  |                            | 15 de junho – Łódź         | 2 (4) |                  |                  |                      |                      |            |            |  |  |       |       |
|  | Mali (pen)                 | 2 (5)                      |                            |       |                  |                  |                      |                      |            |            |  |  |       |       |
|  | Mali (pen)                 | 2 (5)                      | Ucrânia                    | 3     |                  |                  |                      |                      |            |            |  |  |       |       |
|  | 4 de junho – Bydgoszcz     |                            | Ucrânia                    | 3     |                  |                  |                      |                      |            |            |  |  |       |       |
|  |                            | Coreia do Sul              | 1                          |       |                  |                  |                      |                      |            |            |  |  |       |       |
|  | França                     | Coreia do Sul              | 1                          | 2     |                  |                  |                      |                      |            |            |  |  |       |       |
|  | França                     | 8 de junho – Gdynia        |                            | 2     |                  |                  |                      |                      |            |            |  |  |       |       |
|  | Estados Unidos             | 3                          |                            |       |                  |                  |                      |                      |            |            |  |  |       |       |
|  | Estados Unidos             | 3                          | Estados Unidos             | 1     |                  |                  |                      |                      |            |            |  |  |       |       |
|  | 3 de junho – Lublin        |                            | Estados Unidos             | 1     |                  |                  |                      |                      |            |            |  |  |       |       |
|  |                            | Equador                    | 2                          |       |                  |                  |                      |                      |            |            |  |  |       |       |
|  | Uruguai                    | Equador                    | 2                          | 1     |                  |                  |                      |                      |            |            |  |  |       |       |
|  | Uruguai                    |                            | 11 de junho – Gdynia       | 1     |                  |                  |                      |                      |            |            |  |  |       |       |
|  | Equador                    | 3                          |                            |       |                  |                  |                      |                      |            |            |  |  |       |       |
|  | Equador                    | 3                          | Equador                    | 0     |                  |                  |                      |                      |            |            |  |  |       |       |
|  | 4 de junho – Lublin        |                            | Equador                    | 0     |                  |                  |                      |                      |            |            |  |  |       |       |
|  |                            | Coreia do Sul              | 1                          |       | Terceiro lugar   | Terceiro lugar   |                      |                      |            |            |  |  |       |       |
|  | Japão                      | Coreia do Sul              | 1                          | 0     | Terceiro lugar   | Terceiro lugar   |                      |                      |            |            |  |  |       |       |
|  | Japão                      | 8 de junho – Bielsko-Biała | 8 de junho – Bielsko-Biała | 0     |                  |                  | 14 de junho – Gdynia | 14 de junho – Gdynia |            |            |  |  |       |       |
|  | Coreia do Sul              | 8 de junho – Bielsko-Biała | 8 de junho – Bielsko-Biała | 1     |                  |                  | 14 de junho – Gdynia | 14 de junho – Gdynia |            |            |  |  |       |       |
|  | Coreia do Sul              | Coreia do Sul (pen)        | 3 (3)                      | 1     | Itália           | 0                |                      |                      |            |            |  |  |       |       |
|  | 3 de junho – Łódź          | Coreia do Sul (pen)        | 3 (3)                      |       | Itália           | 0                |                      |                      |            |            |  |  |       |       |
|  |                            | Senegal                    | 3 (2)                      |       | Equador (pro)    | 1                |                      |                      |            |            |  |  |       |       |
|  | Senegal                    | Senegal                    | 3 (2)                      | 2     | Equador (pro)    | 1                |                      |                      |            |            |  |  |       |       |
|  | Senegal                    |                            |                            | 2     |                  |                  |                      |                      |            |            |  |  |       |       |
|  | Nigéria                    | 1                          |                            |       |                  |                  |                      |                      |            |            |  |  |       |       |
|  | Nigéria                    | 1                          |                            |       |                  |                  |                      |                      |            |            |  |  |       |       |

### Oitavas de final
| 2 de junho | Itália              | 1 – 0     | Polónia | Estádio Gdynia, Gdynia                         |
| 17:30      | Pinamonti 38' (pen) | Relatório |         | Público: 10 232 Árbitro: ESP Jesús Gil Manzano |

| 2 de junho | Colômbia  | 1 – 1 (pro) | Nova Zelândia | Estádio Lodz, Łódź                       |
| 20:30      | Reyes 11' | Relatório   | Just 35'      | Público: 9 283 Árbitro: OMA Ahmed Al-Kaf |

|                                                     |       | Penalidades                                      |  |
| Vera Carbonero Perea Sandoval Angulo Balanta Cuesta | 5 – 4 | Singh Bell Mata Stensness McCowatt Cacace Conroy |  |

| 3 de junho | Uruguai    | 1 – 3     | Equador                                             | Estádio Lublin, Lublin                      |
| 17:30      | Araújo 11' | Relatório | Alvarado 31' (pen) · Quintero 75' · Plata 83' (pen) | Público: 10 562 Árbitro: ENG Michael Oliver |

| 3 de junho | Ucrânia                                    | 4 – 1     | Panamá     | Estádio Tychy, Tychy                        |
| 17:30      | Sikan 23', 45+1' · Popov 41' · Buletsa 83' | Relatório | Walker 50' | Público: 7 219 Árbitro: URU Leodán González |

| 3 de junho | Senegal                 | 2 – 1     | Nigéria        | Estádio Lodz, Łódź                       |
| 20:30      | Sagna 36' · Niane 45+3' | Relatório | Makanjuola 50' | Público: 6 854 Árbitro: ITA Davide Massa |

| 4 de junho | Japão | 0 – 1     | Coreia do Sul | Estádio Lublin, Lublin                        |
| 17:30      |       | Relatório | Oh Se-hun 84' | Público: 10 021 Árbitro: SEN Maguette N'Diaye |

| 4 de junho | França                  | 2 – 3     | Estados Unidos               | Estádio Bydgoszcz, Bydgoszcz              |
| 17:30      | Gouiri 41' · Alioui 55' | Relatório | Soto 25', 74' · Rennicks 83' | Público: 8 469 Árbitro: BRA Raphael Claus |

| 4 de junho | Argentina                    | 2 – 2 (pro) | Mali                     | Estádio Bielsko-Biala, Bielsko-Biała          |
| 20:30      | Gaich 49' · Diaby 91' (g.c.) | Relatório   | Diaby 67' · Konté 120+1' | Público: 9 146 Árbitro: MEX Fernando Guerrero |

|                                 |       | Penalidades                            |  |
| Pérez Chancalay Gaich Sosa Vera | 4 – 5 | Hadji B. Traoré S. Koïta Diaby Sissoko |  |

### Quartas de final
| 7 de junho | Colômbia | 0 – 1     | Ucrânia   | Estádio Lodz, Łódź                           |
| 15:30      |          | Relatório | Sikan 11' | Público: 8 443 Árbitro: ALG Mustapha Ghorbal |

| 7 de junho | Itália                                                    | 4 – 2     | Mali                      | Estádio Tychy, Tychy                       |
| 18:30      | Koné 12' (g.c.) · Pinamonti 60', 83' (pen) · Frattesi 84' | Relatório | S. Koïta 38' · Camara 79' | Público: 11 567 Árbitro: USA Ismail Elfath |

| 8 de junho | Estados Unidos | 1 – 2     | Equador                      | Estádio Gdynia, Gdynia                     |
| 17:30      | Weah 36'       | Relatório | Cifuentes 30' · Espinoza 43' | Público: 6 389 Árbitro: FRA Benoît Bastien |

| 8 de junho | Coreia do Sul                                                 | 3 – 3 (pro) | Senegal                                    | Estádio Bielsko-Biala, Bielsko-Biała         |
| 20:30      | Lee Kang-in 62' (pen) · Lee Ji-sol 90+8' · Cho Young-wook 96' | Relatório   | Diagné 37' · Niane 76' (pen) · Ciss 120+1' | Público: 10 627 Árbitro: URU Leodán González |

|                                                            |       | Penalidades                        |  |
| Kim Jung-min Cho Young-wook Um Won-sang Choi Jun Oh Se-hun | 3 – 2 | Danfa Mbow Ciss Dia N'Diaye Diagné |  |

### Semifinais
| 11 de junho | Ucrânia     | 1 – 0     | Itália | Estádio Gdynia, Gdynia                    |
| 17:30       | Buletsa 65' | Relatório |        | Público: 7 776 Árbitro: BRA Raphael Claus |

| 11 de junho | Equador | 0 – 1     | Coreia do Sul | Estádio Lublin, Lublin                      |
| 20:30       |         | Relatório | Choi Jun 39'  | Público: 12 614 Árbitro: ENG Michael Oliver |

### Disputa pelo terceiro lugar
| 14 de junho | Itália | 0 – 1 (pro) | Equador   | Estádio Gdynia, Gdynia                        |
| 20:30       |        | Relatório   | Mina 104' | Público: 8 937 Árbitro: ESP Jesús Gil Manzano |

### Final
| 15 de junho | Ucrânia                              | 3 – 1     | Coreia do Sul        | Estádio Lodz, Łódź                         |
| 18:00       | Supriaha 34', 53' · Tsitaishvili 89' | Relatório | Lee Kang-in 5' (pen) | Público: 16 344 Árbitro: USA Ismail Elfath |

## Premiação
| Copa do Mundo FIFA Sub-20 de 2019 |
| Ucrânia                           |
| --------------------------------- |
| UCRÂNIA Campeão (1º título)       |

Os seguintes prêmios individuais foram atribuídos após a conclusão do torneio:
| Chuteira de Ouro      | Chuteira de Prata  | Chuteira de Bronze |
| --------------------- | ------------------ | ------------------ |
| NOR Erling Haaland    | UKR Danylo Sikan   | SEN Amadou Sagna   |
| Bola de Ouro          | Bola de Prata      | Bola de Bronze     |
| KOR Lee Kang-in       | UKR Serhiy Buletsa | ECU Gonzalo Plata  |
| Luva de Ouro          |                    |                    |
| UKR Andriy Lunin      |                    |                    |
| Troféu FIFA Fair Play |                    |                    |
| Japão                 |                    |                    |

## Artilharia
9 gols (1)
- NOR Erling Haaland

4 gols (4)
- ITA Andrea Pinamonti
- SEN Amadou Sagna
- UKR Danylo Sikan
- USA Sebastian Soto

3 gols (8)
- ARG Adolfo Gaich
- COL Juan Camilo Hernández
- FRA Amine Gouiri
- MLI Boubacar Konté
- MLI Sékou Koïta
- SEN Ibrahima Niane
- UKR Denys Popov
- UKR Serhii Buletsa

2 gols (18)
- ARG Ezequiel Barco
- COL Luis Sinisterra
- ECU Gonzalo Plata
- FRA Mickaël Cuisance
- ITA Davide Frattesi
- JPN Taisei Miyashiro
- KSA Firas Al-Buraikan
- KOR Cho Young-wook
- KOR Lee Kang-in
- KOR Oh Se-hun
- MLI Mohamed Camara
- NZL Ben Waine
- PAN Diego Valanta
- POL Dominik Steczyk
- UKR Vladyslav Supriaha
- URU Brian Rodríguez
- URU Darwin Núñez
- USA Timothy Weah

1 gol (65)
- ARG Cristian Ferreira
- ARG Fausto Vera
- ARG Nehuén Pérez
- ARG Julián Álvarez
- COL Andrés Reyes
- COL Deiber Caicedo
- COL Iván Angulo
- COL Luis Sandoval
- ECU Alexander Alvarado
- ECU José Cifuentes
- ECU Jhon Espinoza
- ECU Richard Mina
- ECU Sergio Quintero
- FRA Dan-Axel Zagadou
- FRA Moussa Diaby
- FRA Nabil Alioui
- FRA Youssouf Fofana
- ITA Luca Ranieri
- JPN Kota Yamada
- JPN Kyosuke Tagawa
- KOR Choi Jun
- KOR Kim Hyun-woo
- KOR Lee Ji-sol
- KSA Hassan Tombakti
- KSA Khalid Al-Ghannam
- MEX Roberto de la Rosa
- MLI Abdoulaye Diaby
- MLI Boubacar Traoré
- MLI Ibrahima Koné
- MLI Ousmane Diakite
- NGA Aliu Salawudeen
- NGA Henry Offia
- NGA Maxwell Effiom
- NGA Muhamed Tijani
- NGA Sucess Makanjuola
- NGA Tom Dele-Bashiru
- NOR Christian Borchgrevink
- NOR Eman Markovic
- NOR Jens Petter Hauge
- NOR Leo Østigård
- NZL Elijah Just
- NZL Gianni Stensness
- NZL Matthew Conroy
- NZL Sarpreet Singh
- PAN Axel McKenzie
- PAN Ernesto Walker
- POL Adrian Benedyczak
- POL Jakub Bednarczyk
- POL Marcel Zylla
- POR Francisco Trincão
- POR Rafael Leão
- RSA James Monyane
- RSA Keenan Phillips
- RSA Lyle Foster
- SEN Amadou Ciss
- SEN Cavin Diagné
- SEN Dion Lopy
- UKR Heorhiy Tsitaishvili
- URU Francisco Ginella
- URU Nicolás Acevedo
- URU Nicolás Schiappacasse
- URU Ronald Araújo
- USA Brandon Servania
- USA Justin Rennicks

Gols contra (5)
- HON Darwin Diego (a favor da Nova Zelândia)
- JPN Kyosuke Tagawa (a favor do Equador)
- MLI Abdoulaye Diaby (a favor da Argentina)
- MLI Ibrahima Koné (a favor da Itália)
- NOR John Kitolano (a favor da Nova Zelândia)